# 綠湖站
綠湖站（日语：／ Midoriko eki */?）是東日本旅客鐵道（JR東日本）中央本線的鐵路車站，位於日本長野縣鹽尻市大字西條道畑。
此站是日本國有鐵道將岡谷站至鹽尻站之間路段截彎取直之後，於1983年所新設的無人車站。截彎取直前的舊線並未廢線，稱為「辰野支線」。每年8月15日的諏訪湖祭湖上煙火大會與9月第一個週六的全國新作煙火大賽舉辦時，為因應人潮會派人駐站售票。

## 历史
- 1983年（昭和58年）7月5日：隨著岡谷站至鹽尻站之間路段截彎取直竣工而開業[1]，為日本國有鐵道的一個車站。
- 1987年（昭和62年）4月1日：國鐵分割民營化，成為東日本旅客鐵道的一個車站。
- 2014年（平成26年）4月1日：本站被编入東京近郊區間，可以使用Suica。

## 車站結構
側式月台2面2線的地面車站，本站不設售票員，但配有自動售票機。

### 月台配置
| 月台 | 路線      | 方向 | 目的地                       |
| ---- | --------- | ---- | ---------------------------- |
| 北側 | ■中央本線 | 上行 | 岡谷、上諏訪、甲府、新宿方向 |
| 南側 | ■中央本線 | 下行 | 鹽尻、名古屋、松本、長野方向 |

（來源：JR東日本:車站構內圖 （页面存档备份，存于））

## 使用情況
根據「統計鹽尻」，1日平均上車人次如下表（年間上車人次除以年間日數的數字）。
| 上車人次推移       | 上車人次推移     | 上車人次推移 |
| 年度               | 一日平均上車人次 | 來源         |
| ------------------ | ---------------- | ------------ |
| 2000年（平成12年） | 214              | [ 2 ]        |
| 2001年（平成13年） | 225              | [ 2 ]        |
| 2002年（平成14年） | 238              | [ 2 ]        |
| 2003年（平成15年） | 245              | [ 2 ]        |
| 2004年（平成16年） | 240              | [ 2 ]        |
| 2005年（平成17年） | 242              | [ 2 ]        |
| 2006年（平成18年） | 271              | [ 2 ]        |
| 2007年（平成19年） | 299              | [ 2 ]        |
| 2008年（平成20年） | 311              | [ 2 ]        |
| 2009年（平成21年） | 307              | [ 2 ]        |
| 2010年（平成22年） | 313              |              |
| 2011年（平成23年） | 315              |              |

## 车站周边
- 國道153號
- 鹽尻宿
- 鹽尻隧道
- 長野自動車道綠湖停車區、綠湖巴士站
- 道之驛小坂田公園

## 相鄰車站
東日本旅客鐵道
■中央本線
□快速（包括「水篶」）、■普通
岡谷－綠湖－鹽尻

## 外部連結
- 車站資訊（綠湖）：東日本旅客鐵道